# Жилино-1
Жи́лино-1 (ранее село Жилино Бронницкого уезда; Жилинское) — посёлок городского типа (ранее село) в Московской области России. Входит в городской округ Люберцы. Население — 364 чел. (2010).

## География
Посёлок Жилино-1 расположен в центральной части городского округа Люберцы, примерно в 3,5 км к югу от города Люберцы. Высота над уровнем моря 130 м. В 1 км к востоку от посёлка протекает река Пехорка. В посёлке 1 улица Прудовая, к посёлку приписано СНТ Мирный. Ближайший населённый пункт — посёлок Чкалово .

## История

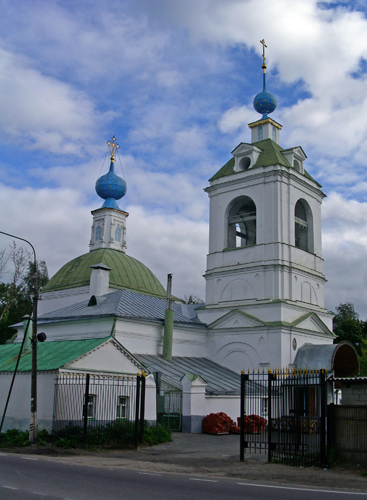
Жилинская церковь Успения Пресвятой Богородицы

В 1926 году село являлось центром Жилинского сельсовета Быковской волости Бронницкого уезда Московской губернии.
С 1929 года — населённый пункт в составе Раменского района Московского округа Московской области. В 1951 году деревня была передана в Ухтомский район Московской области.
До муниципальной реформы 2006 года посёлок Жилино-1 находился в подчинении администрации рабочего посёлка Томилино.
С 2006 до 2016 годы посёлок входил в городское поселение Томилино Люберецкого муниципального района. С 2017 года входит в городской округ Люберцы.
В 2024 году посёлок преобразован в посёлок городского типа.

## Население
В 1926 году в селе проживало 580 человек (259 мужчин, 321 женщина), насчитывалось 131 хозяйство, из которых 111 было крестьянских. По переписи 2002 года — 256 человек (116 мужчин, 140 женщин).
| 1926 | 2002 | 2006 | 2010 |
| ---- | ---- | ---- | ---- |
| 580  | ↘256 | →256 | ↗364 |

## Храмы
В посёлке имеется храм Успения Пресвятой Богородицы.